# Paula Abdul

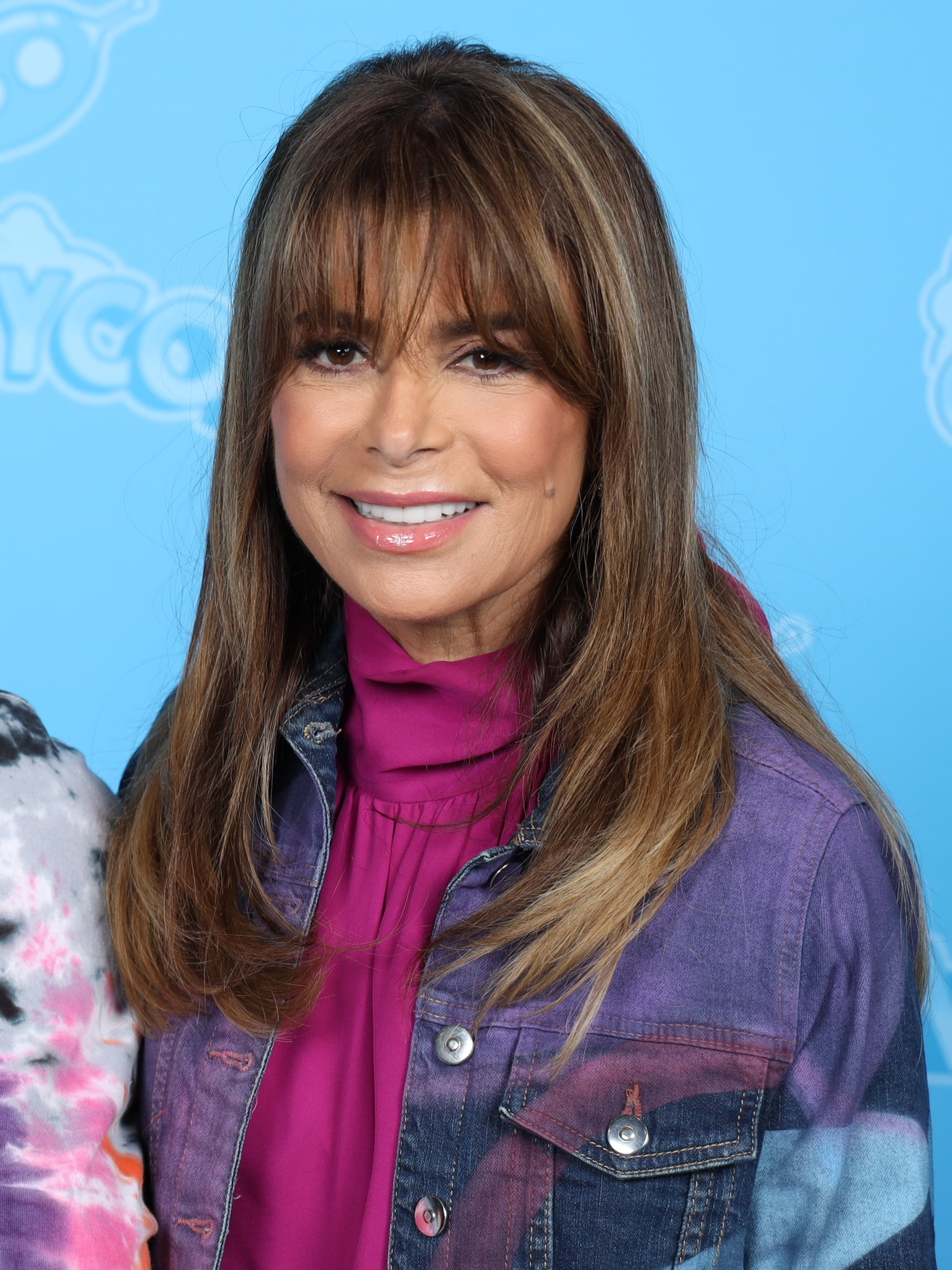
Paula Abdul (2023)

Paula Julie Abdul (* 19. Juni 1962 in San Fernando, Kalifornien) ist eine US-amerikanische Choreografin und Pop-Sängerin. Sie ist Grammy- und Emmy-Preisträgerin.

## Biografie

### Familie
Abdul ist die Tochter der kanadischen Konzertpianistin Lorraine Rykiss und des syrisch-sephardischen, in Brasilien lebenden Viehhändlers Harry Abdul, die 1952 in Winnipeg heirateten. Harry Abdul arbeitete im Sand- und Kieshandel der Familie seiner Frau. Lorraine Abdul war zeitweise Regieassistentin von Billy Wilder. Paula Abduls Schwester Wendy wurde 1955 geboren. Die Eltern ließen sich 1969 scheiden, die Kinder lebten fortan bei der Mutter und sahen den Vater an Wochenenden.
Abdul war zweimal verheiratet, hat jedoch keine Kinder. Am 29. April 1992 heiratete sie den Schauspieler Emilio Estevez, die Ehe wurde am 10. Mai 1994 geschieden. Am 24. Oktober 1996 heiratete Abdul den Modedesigner Brad Beckerman. 1999 erfolgte die Scheidung.

### Karriere

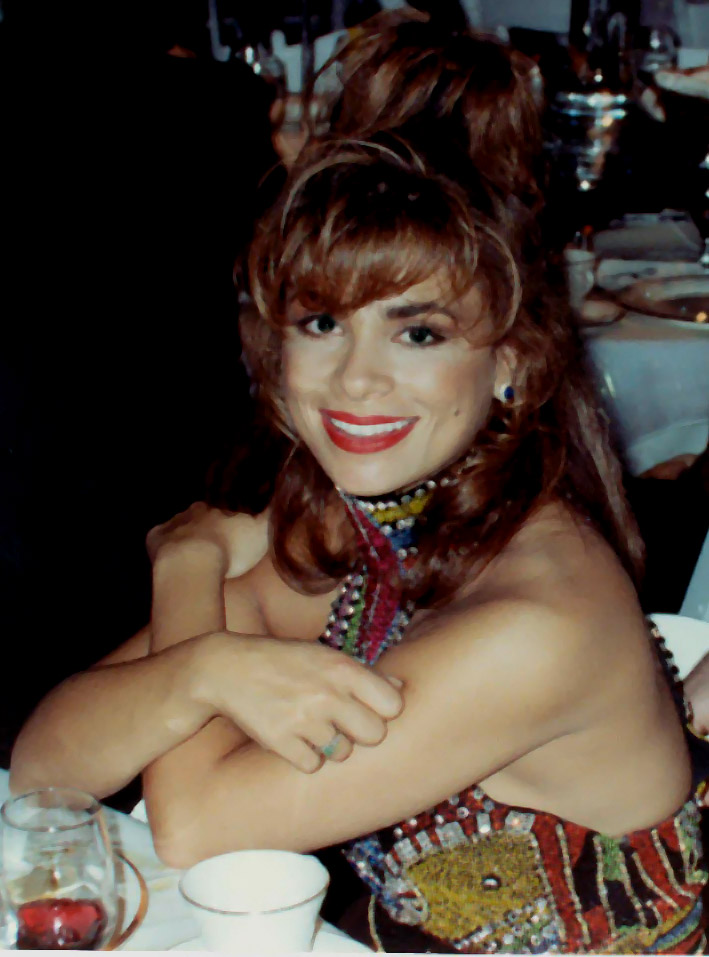
Paula Abdul bei den Emmy Awards (1990)

In der Van Nuys High School machte Abdul ihre ersten Erfahrungen als Cheerleaderin des Tanzensembles Laker Girls der Basketballmannschaft Los Angeles Lakers. Schon als Teenager hatte sie mit einer Bulimieerkrankung zu kämpfen, die ihr auch in ihrem späteren Leben immer wieder Probleme bereitete. Mit 16 Jahren hatte sie einen ersten Auftritt in der Fernsehsendung Junior High School. Nach dem Abschluss der High School 1980 bot ihr die Juilliard School of Performing Arts in New York City Tanzunterricht an, was sie aber ablehnte. Stattdessen begann sie ein Studium für Broadcast Radio and TV am California State Northridge College. Zwei Jahre später trat Abdul den Cheerleaders der Los Angeles Lakers bei und wurde später auch Coach der Gruppe. 1984 war sie Choreografin für das Video zu Torture der Jacksons, dies war für ihre Karriere sehr förderlich.
Abdul war fortan eine gefragte Choreografin für Bühnenshows und Videoclips. Sie arbeitete unter anderem für Janet Jackson, Toto und Mick Jagger.
Im Mai 1988 wurde ihre erste Single Knocked Out veröffentlicht, die Platz 41 der Billboard Hot 100 erreichte. Ihre kommerziell erfolgreichste Single, Straight Up, erschien im November 1988. Wenig später folgte das Album Forever Your Girl mit bis heute weltweit 19,5 Millionen verkauften Exemplaren. Vier der ausgekoppelten Singles erreichten Platz 1 der US-Charts, insgesamt konnte sie 15 Singles in den Hot-100 platzieren. Abdul erhielt zwei Emmys in der Kategorie Outstanding Achievement in Choreography, nämlich 1989 als Choreografin der Tracey Ullman Show und 1990 als Choreografin der 17th Annual American Music Awards. Bereits 1988 war sie für den Emmy nominiert worden. Weitere Nominierungen folgten in den Jahren 2003 bis 2007 für American Idol.
Während ihrer aktiven Musikerzeit absolvierte sie zwei Tourneen: Im Herbst 1989 die so genannte Club MTV-Package-Tour durch die USA und 1991/92 ihre eigene Welttournee Under My Spell.
1999 war Abdul eine von neun Songwritern der Sängerin Kylie Minogue, die den Titel Spinning Around geschrieben haben. Zwischen 2002 und 2009 war sie Jurorin in der Fernsehsendung American Idol. Seit 2004 bringt Abdul ihre Schmuckkollektion unter dem Namen Innergy auf den Markt. Im Dezember desselben Jahres wurde sie wegen Fahrerflucht zu einer Geldstrafe von 1075 US-Dollar und zwei Jahren Haft auf Bewährung verurteilt. 2007 war Abdul in ihrer eigenen Realitysendung mit dem Titel Hey Paula! im Fernsehen zu sehen.
2009 veröffentlichte Abdul für ihre MTV-Show Rah! den Song Boombox, die Coverversion eines zuvor unveröffentlichten Songs von Minogue (ein Remix des Songs ist auf Minogues Remix-Album Boombox zu hören).

## Diskografie
Studioalben

| Jahr | Titel             | Höchstplatzierung, Gesamtwochen, AuszeichnungChartplatzierungen (Jahr, Titel, Platzierungen, Wochen, Auszeichnungen, Anmerkungen) | Höchstplatzierung, Gesamtwochen, AuszeichnungChartplatzierungen (Jahr, Titel, Platzierungen, Wochen, Auszeichnungen, Anmerkungen) | Höchstplatzierung, Gesamtwochen, AuszeichnungChartplatzierungen (Jahr, Titel, Platzierungen, Wochen, Auszeichnungen, Anmerkungen) | Höchstplatzierung, Gesamtwochen, AuszeichnungChartplatzierungen (Jahr, Titel, Platzierungen, Wochen, Auszeichnungen, Anmerkungen) | Höchstplatzierung, Gesamtwochen, AuszeichnungChartplatzierungen (Jahr, Titel, Platzierungen, Wochen, Auszeichnungen, Anmerkungen) | Höchstplatzierung, Gesamtwochen, AuszeichnungChartplatzierungen (Jahr, Titel, Platzierungen, Wochen, Auszeichnungen, Anmerkungen) | Anmerkungen                                                            |
| Jahr | Titel             | DE | AT | CH | UK | US | R&B | Anmerkungen                                                            |
| ---- | ----------------- | --- | --- | --- | --- | --- | --- | ---------------------------------------------------------------------- |
| 1988 | Forever Your Girl | DE24 (15 Wo.)DE | — | CH15 Gold · (12 Wo.)CH | UK3 Platin · (39 Wo.)UK | US1 ×7Siebenfachplatin · (175 Wo.)US                                                                                              | R&B10 (97 Wo.)R&B | Erstveröffentlichung: 13. Juni 1988 Produzent: Oliver Leiber           |
| 1991 | Spellbound        | DE17 (20 Wo.)DE | — | CH25 (6 Wo.)CH | UK4 Gold · (9 Wo.)UK | US1 ×3Dreifachplatin · (70 Wo.)US                                                                                                 | R&B31 (27 Wo.)R&B | Erstveröffentlichung: 13. Mai 1991 Executive Producer: Gemma Corfield  |
| 1995 | Head over Heels   | — | — | — | UK61 (1 Wo.)UK | US18 Gold · (18 Wo.)US | — | Erstveröffentlichung: 13. Juni 1995 Executive Producer: Gemma Corfield |

## Choreografien

### Filme
- 1983: Private School – Die Superanmacher (Private School)
- 1987: Can’t Buy Me Love
- 1987: Die Tracey Ullman Show
- 1987: Running Man
- 1987: Schlappe Bullen beißen nicht
- 1988: Der Prinz aus Zamunda
- 1988: Big
- 1989: Karate Kid III – Die letzte Entscheidung (The Karate Kid, Part III)
- 1991: The Doors
- 1997: Jerry Maguire – Spiel des Lebens (Jerry Maguire)
- 1999: American Beauty
- 1999: Mr. Rock ’n’ Roll: Die Alan Freed Story (Mr. Rock ’n’ Roll: The Alan Freed Story)
- 2005: Romy und Michele: Hollywood, wir kommen! (Romy and Michele: In the Beginning)
- 2009: Brüno
- 2009: Drop Dead Diva
- 2020: Impractical Jokers: The Movie
- 2025: Raging Midlife

### Musikvideos und Konzerte
- 1984: The Jacksons – Torture
- 1986: ZZ Top – Velcro Fly
- 1986: Janet Jackson – What Have You Done for Me Lately
- 1986: Janet Jackson – Nasty
- 1986: Janet Jackson – When I Think of You
- 1986: Janet Jackson – Control
- 1986: Duran Duran – Notorious Video
- 1987: Toto – Till the End
- 1987: Debbie Gibson – Shake Your Love
- 1988: George Michael – Faith-Tour
- 1988: Steve Winwood – Roll with It
- 1989: Michael Jackson – Liberian Girl
- 1989: Prince – Batdance
- 1992: Garth Brooks – We Shall Be Free Video

## Filmografie
- 2009: Brüno
- 2020: Impractical Jokers: The Movie (Cameo)

## Auszeichnungen
- 2 Emmy Awards,
- 1 Grammy Awards,
- 2 People’s Choice Award,
- 3 American Music Awards,
- 1 American Dance Award,
- 6 MTV Awards,
- 2 Soul Train Awards,
- 1 Little Scholars Lifetime Achievement Award,
- 1 Stern auf dem Hollywood Walk of Fame (12. April 1991),
- Choreographer of the year Award (1989)